# Japetella
Japetella Hoyle, 1885 è un genere di molluschi cefalopodi appartenente alla famiglia Amphitretidae.

## Descrizione
Si tratta di un genere di piccoli ottopodi gelatinosi con braccia più corte della lunghezza del mantello e occhi grandi, piuttosto simili a Bolitaena. Il maschio adulto non possiede l'ectocotile anche se ha le ventose distali del terzo braccio destro ingrossate, sebbene meno vistosamente che in Bolitaena. La femmina matura possiede organi luminosi attorno alla bocca.

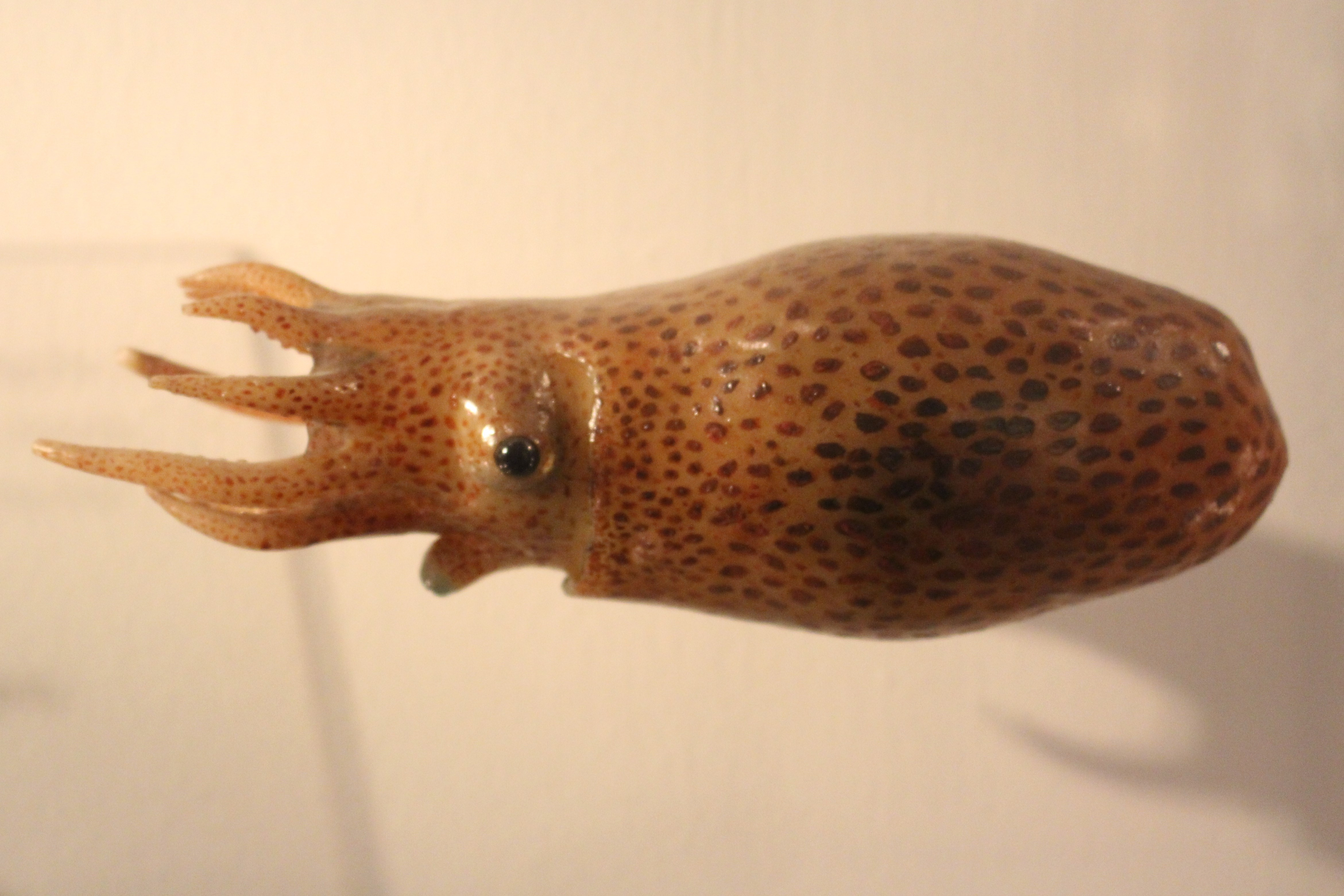
J. diaphana

Il mantello può misurare fino a 8,5 cm, per una lunghezza totae di circa 16 cm.

## Distribuzione e habitat
Il genere ha distribuzione cosmopolita nei mari tropicali e subtropicali, nel nord dell'Oceano Pacifico si incontra anche in acque temperato-fredde.
Sono ottopodi mesopelagici catturati tra 200 e 1400 metri di profondità, sempre in corrispondenza di acque molto profonde; J. diaphana vive nella zona a ossigenazione minima degli oceani.

## Tassonomia
Il genere comprende tre specie:
- Japetella diaphana Hoyle, 1885
- Japetella heathi Berry, 1911
- Japetella taningi Thore, 1949